# Ebebda
Ebebda es una comuna camerunesa perteneciente al departamento de Lekié de la región del Centro.
En 2005 tiene 21 368 habitantes, de los que 2770 viven en la capital comunal homónima.
Se ubica sobre la carretera N4 a orillas del río Sanaga, unos 50 km al noroeste de la capital nacional Yaundé.

## Localidades
Comprende, además de la ciudad de Ebebda, las siguientes localidades:
- Abang-Nang
- Bikogo
- Bilik Bindik
- Djounat
- Ebebda I
- Ebomzout
- Ebong
- Ekome
- Endoum
- Etam-Kouma
- Eyene
- Koan
- Lendong
- Lenyong
- Mbenega
- Melen
- Ndounda
- Nega
- Ngoksa
- Nkang Efok
- Nkog Edzen
- Nkolelouga
- Nkolossang
- Nkom I
- Nkom II
- Nlong zok
- Polo I
- Polo II
- Tsang
- Zokogo